# 贵州红芽大戟
贵州红芽大戟（学名：Knoxia mollis）为茜草科红芽大戟属下的一个种。其种加词“mollis ”意为“柔软的”。
现接受名为红芽大戟（Knoxia sumatrensis (Retz.) DC., 1830）。